# Jacksonville Jaguars 2018
La stagione 2018 dei Jacksonville Jaguars è stata la 23ª della franchigia nella National Football League, la seconda con Doug Marrone come capo-allenatore. La squadra veniva da una stagione di successo in cui aveva raggiunto la finale di conference ma, malgrado avere vinto tre delle prime quattro gare, perse sette gare consecutive, chiudendo con un bilancio negativo di 5-11 all'ultimo posto della division.

## Scelte nel Draft 2018
| Scelte dei Jaguars nel Draft 2018 |        |                 |       |                   |               |
| Giro                              | Scelta | Giocatore       | Ruolo | College           | Note          |
| 1                                 | 29     | Taven Bryan     | DT    | Florida           |               |
| 2                                 | 61     | DJ Chark        | WR    | LSU               |               |
| 3                                 | 93     | Ronnie Harrison | S     | Alabama           |               |
| 4                                 | 129    | Will Richardson | OT    | NC State          |               |
| 6                                 | 203    | Tanner Lee      | QB    | Nebraska          |               |
| 7                                 | 230    | Leon Jacobs     | LB    | Wisconsin         | Da Cincinnati |
| 7                                 | 247    | Logan Cooke     | P     | Mississippi State |               |

Scambi di scelte
- I Jaguars scambiarono una scelta condizionale nel 6º giro a Buffalo in cambio del defensive tackle Marcell Dareus di questi ultimi. La scelta divenne la 166ª assoluta nel 5º giro dopo che Dareus rimase con i Jaguars per tutta la stagione 2017 e che i Jaguars parteciparono ai play-off.
- I Jaguars scambiarono il loro defensive end Chris Smith a Cincinnati in cambio di una scelta condizionale. Siccome Smith rimase con i Bemgals per almeno sei partite nella stagione 2017, i Jaguars acquisirono la scelta nel 7º giro (230ª assoluta) dei Bengals.

## Staff
| Staff dei Jacksonville Jaguars nel 2018 |
| --- |
| Organi dirigenziali - Proprietario – Shahid Khan - Presidente – Mark Lamping - Vicepresidente esecutivo della gestione sportiva – Tom Coughlin - General manager – David Caldwell - Vicepresidente senior della gestione sportiva – Tony Khan - Assistente speciale del general manager – John Idzik Jr. - Direttore della gestione sportiva – Tim Walsh - Direttore delle operazioni sportive – Hamzah Ahmad - Direttore degli osservatori dei professionisti – Chris Polian - Assistente del direttore del personale giocatori – Andy Dengler - Direttore del personale professionistico – Chris Driggers - Assistente del direttore del personale professionistico – DeJuan Polk - Direttore degli osservatori del college – Paul Roell - Direttore dello sviluppo dei giocatori e del programma giovanile – Marcus Pollard Capo allenatore - Doug Marrone Altri allenatori - Preparatore atletico – Tom Myslinski - Assistente p.a. – Cedric Scott - Preparatore atletico associato – Alex Hampton - Preparatore atletico associato – Jess Langvardt Allenatori dell'attacco - Coordinatore offensivo – Nathaniel Hackett - Quarterback – Scott Milanovich - Running back – Tyrone Wheatley - Wide receiver – Keenan McCardell - Tight end – Ron Middleton - Offensive line – Pat Flaherty - Assistente offensive line – Tony Sparano Jr. - Assistente offensivo – John Donovan - Ricerca attacco – Eric Price Allenatori della difesa - Coordinatore difensivo – Todd Wash - Defensive line – Marion Hobby - Assistente defensive line – Jason Rebrovich - Linebacker – Mark Collins - Defensive back – Perry Fewell - Assistente defensive back – Joe Danna - Assistente difensivo – Mike Rutenberg Allenatori dello special team - Coordinatore dello special team – Joe DeCamillis - Assistente dello special team – Mike Mallory |

## Roster
| Roster dei Jacksonville Jaguars nel 2018 |
| --- |
| Quarterback - 5 Blake Bortles - 6 Cody Kessler - 2 Landry Jones Running Back - 27 Leonard Fournette - 24 T.J. Yeldon - 34 Carlos Hyde - 40 Tommy Bohanon FB - 33 David Williams Wide Receiver - 17 DJ Chark - 84 Keelan Cole - 13 Rashad Greene - 10 Donte Moncrief - 12 Dede Westbrook Tight End - 80 James O'Shaughnessy - 87 Blake Bell - 86 David Grinnage Offensive Linemen - 78 Jermey Parnell T - 75 Ereck Flowers T - 60 A.J. Cann G - 68 Andrew Norwell G - 64 Chris Reed G - 73 Josh Walker G - 65 Brandon Linder C - 69 Tyler Shatley C Defensive Linemen - 93 Calais Campbell DE - 91 Yannick Ngakoue DE - 94 Dawuane Smoot DE - 54 Eli Ankou DT - 90 Taven Bryan DT - 99 Marcell Dareus DT - 95 Abry Jones DT - 97 Malik Jackson DT Linebacker - 53 Blair Brown OLB - 48 Leon Jacobs OLB - 55 Lerentee McCray OLB - 50 Telvin Smith OLB - 57 Nick DeLuca OLB - 44 Myles Jack MLB Defensive Back - 21 A.J. Bouye CB - 25 D.J. Hayden CB - 41 Tre Herndon CB - 23 Tyler Patmon CB - 20 Jalen Ramsey CB - 37 Dee Delaney CB - 43 Quenton Meeks CB - 35 Cody Davis FS - 39 Tashaun Gipson FS - 36 Ronnie Harrison FS - 42 Barry Church SS - 26 Jarrod Wilson SS Special Team - 45 Matt Overton LS - 9 Logan Cooke P - 4 Josh Lambo K Lista delle riserve - 30 Corey Grant RB (IR) - 11 Marquise Lee WR (IR) - 85 Jaydon Mickens WR (IR) - 14 Justin Blackmon WR (Sospeso) - 49 DeAndre Goolsby TE (IR) - 81 Niles Paul TE (IR) - 88 Austin Seferian-Jenkins TE (IR) - 76 Will Richardson OT (IR) - 74 Cam Robinson OT (IR) - 72 Josh Wells OT (IR) - 98 Kaleb Eulls DT (IR) - 67 Michael Hughes DT (IR) - 52 Donald Payne MLB (IR) - 46 Carson Tinker LS (IR) Squadra di allenamento - 3 Tanner Lee QB - 29 Bo Scarbrough RB - 19 Allen Lazard WR - 83 Pharaoh McKever TE - 70 Brandon Thomas G - 62 KC McDermott G - 92 Lyndon Johnson DE - 58 Richard Jarvis LB - -- Breon Borders CB - 38 C.J. Reavis S 53 attivi, 14 inattivi, 10 nella squadra di allenamento |
| Legenda - I rookie sono in corsivo. - Il primo ruolo è il principale mentre gli eventuali successivi indicano i ruoli secondari. - (IR) sta per Injured Reserve ed indica la lista ristretta per un solo giocatore infortunato che può tornare ad allenarsi dopo la settimana 6 e a rientrare in prima squadra dopo che questa ha giocato 8 partite. - (NF-Inj.) / (NF-Ill.) stanno rispettivamente per Non-Football Injured e Non-Football Illness ed indicano le liste dove viene inserito un giocatore che ha un infortunio o una malattia non dipendente dal football americano. - (PUP) sta per Physically Unable to Perform ed indica la lista dove viene inserito un giocatore mentre è in attesa di recuperare la condizione fisica. Nella stagione regolare dopo la sesta partita giocata dalla propria squadra, il giocatore ha tempo tre settimane per riprendere ad allenarsi, più tre settimane aggiuntive dal suo rientro agli allenamenti per rientrare in prima squadra. |

## Calendario

### Stagione regolare
Il calendario della stagione è stato annunciato il 19 aprile 2018.
| Stagione regolare |                       |                    |                    |                    |                    |
| Turno             | Avversario            | Risultato          | Record             | Stadio             | Sintesi            |
| 1                 | at New York Giants    | V 20–15            | 1–0                | MetLife Stadium    | Recap              |
| 2                 | New England Patriots  | V 31–20            | 2–0                | TIAA Bank Field    | Recap              |
| 3                 | Tennessee Titans      | S 6–9              | 2–1                | TIAA Bank Field    | Recap              |
| 4                 | New York Jets         | V 31–12            | 3–1                | TIAA Bank Field    | Recap              |
| 5                 | at Kansas City Chiefs | S 14–30            | 3–2                | Arrowhead Stadium  | Recap              |
| 6                 | at Dallas Cowboys     | S 7–40             | 3–3                | AT&T Stadium       | Recap              |
| 7                 | Houston Texans        | S 7–20             | 3–4                | TIAA Bank Field    | Recap              |
| 8                 | Philadelphia Eagles   | S 18–24            | 3–5                | Wembley Stadium    | Recap              |
| 9                 | Settimana di pausa    | Settimana di pausa | Settimana di pausa | Settimana di pausa | Settimana di pausa |
| 10                | at Indianapolis Colts | S 26–29            | 3–6                | Lucas Oil Stadium  | Recap              |
| 11                | Pittsburgh Steelers   | S 16–20            | 3–7                | TIAA Bank Field    | Recap              |
| 12                | at Buffalo Bills      | S 21–24            | 3–8                | New Era Field      | Recap              |
| 13                | Indianapolis Colts    | V 6–0              | 4–8                | TIAA Bank Field    | Recap              |
| 14                | at Tennessee Titans   | S 9–30             | 4–9                | Nissan Stadium     | Recap              |
| 15                | Washington Redskins   | S 13–16            | 4–10               | TIAA Bank Field    | Recap              |
| 16                | at Miami Dolphins     | V 17–7             | 5–10               | Hard Rock Stadium  | Recap              |
| 17                | at Houston Texans     | S 3–20             | 5–11               | NRG Stadium        | Recap              |

Note
- Gli avversari della propria division sono in grassetto.
- I canali TV e gli orari delle gare domenicali dalla settimana 5 alla 17 possono essere soggetti a cambiamenti.

## Classifiche

### Division
| AFC South              | AFC South | AFC South | AFC South | AFC South | AFC South | AFC South | AFC South | AFC South |
| vedi • disc. • mod.    | V         | S         | P         | PCT       | DIV       | CONF      | PF        | PS        |
| ---------------------- | --------- | --------- | --------- | --------- | --------- | --------- | --------- | --------- |
| (3) Houston Texans     | 11        | 5         | 0         | .688      | 4–2       | 9–3       | 402       | 316       |
| (6) Indianapolis Colts | 10        | 6         | 0         | .625      | 4–2       | 7–5       | 433       | 344       |
| Tennessee Titans       | 9         | 7         | 0         | .563      | 3–3       | 5–7       | 310       | 303       |
| Jacksonville Jaguars   | 5         | 11        | 0         | .313      | 1–5       | 4–8       | 245       | 316       |

### Conference
| American Football Conference           | American Football Conference | American Football Conference | American Football Conference | American Football Conference | American Football Conference | American Football Conference | American Football Conference | American Football Conference | American Football Conference | American Football Conference |
| Pos.                                   | Squadra                      | Division                     | V                            | S                            | P                            | PCT                          | DIV                          | CONF                         | SOS                          | SOV                          |
| -------------------------------------- | ---------------------------- | ---------------------------- | ---------------------------- | ---------------------------- | ---------------------------- | ---------------------------- | ---------------------------- | ---------------------------- | ---------------------------- | ---------------------------- |
| Capolista di Division                  |                              |                              |                              |                              |                              |                              |                              |                              |                              |                              |
| 1                                      | Kansas City Chiefs           | West                         | 12                           | 4                            | 0                            | .750                         | 5–1                          | 10–2                         | .480                         | .401                         |
| 2                                      | New England Patriots         | East                         | 11                           | 5                            | 0                            | .688                         | 5–1                          | 8–4                          | .482                         | .494                         |
| 3                                      | Houston Texans               | South                        | 11                           | 5                            | 0                            | .688                         | 4–2                          | 9–3                          | .471                         | .435                         |
| 4                                      | Baltimore Ravens             | North                        | 10                           | 6                            | 0                            | .625                         | 3–3                          | 8–4                          | .496                         | .450                         |
| Wild Card                              |                              |                              |                              |                              |                              |                              |                              |                              |                              |                              |
| 5                                      | Los Angeles Chargers         | West                         | 12                           | 4                            | 0                            | .750                         | 4–2                          | 9–3                          | .477                         | .422                         |
| 6                                      | Indianapolis Colts           | South                        | 10                           | 6                            | 0                            | .625                         | 4–2                          | 7–5                          | .465                         | .456                         |
| Non qualificati per i play-off         |                              |                              |                              |                              |                              |                              |                              |                              |                              |                              |
| 7                                      | Pittsburgh Steelers          | North                        | 9                            | 6                            | 1                            | .594                         | 4–1–1                        | 6–5–1                        | .504                         | .448                         |
| 8                                      | Tennessee Titans             | South                        | 9                            | 7                            | 0                            | .563                         | 3–3                          | 5–7                          | .520                         | .465                         |
| 9                                      | Cleveland Browns             | North                        | 7                            | 8                            | 1                            | .469                         | 3–2–1                        | 5–6–1                        | .516                         | .411                         |
| 10                                     | Miami Dolphins               | East                         | 7                            | 9                            | 0                            | .438                         | 4–2                          | 6–6                          | .469                         | .446                         |
| 11                                     | Denver Broncos               | West                         | 6                            | 10                           | 0                            | .375                         | 2–4                          | 4–8                          | .523                         | .464                         |
| 12                                     | Cincinnati Bengals           | North                        | 6                            | 10                           | 0                            | .375                         | 1–5                          | 4–8                          | .535                         | .448                         |
| 13                                     | Buffalo Bills                | East                         | 6                            | 10                           | 0                            | .375                         | 2–4                          | 4–8                          | .523                         | .411                         |
| 14                                     | Jacksonville Jaguars         | South                        | 5                            | 11                           | 0                            | .313                         | 1–5                          | 4–8                          | .549                         | .463                         |
| 15                                     | New York Jets                | East                         | 4                            | 12                           | 0                            | .250                         | 1–5                          | 3–9                          | .506                         | .438                         |
| 16                                     | Oakland Raiders              | West                         | 4                            | 12                           | 0                            | .250                         | 1–5                          | 3–9                          | .547                         | .406                         |
| Criteri di spareggio                   |                              |                              |                              |                              |                              |                              |                              |                              |                              |                              |
| 1. 2. 3. 4. 5. 6. 7. 8. 9. 10.         |                              |                              |                              |                              |                              |                              |                              |                              |                              |                              |
| Legenda                                |                              |                              |                              |                              |                              |                              |                              |                              |                              |                              |
| w — wild card ottenuta                 |                              |                              |                              |                              |                              |                              |                              |                              |                              |                              |
| x — partecipazione ai playoff ottenuta |                              |                              |                              |                              |                              |                              |                              |                              |                              |                              |
| y — campioni di division               |                              |                              |                              |                              |                              |                              |                              |                              |                              |                              |
| z — salto del primo turno di play-off  |                              |                              |                              |                              |                              |                              |                              |                              |                              |                              |
| * — vantaggio del campo ottenuto       |                              |                              |                              |                              |                              |                              |                              |                              |                              |                              |